# Stoenești, Argeș
Stoenești este satul de reședință al comunei cu același nume din județul Argeș, Muntenia, România. Satul (cod poștal 117675) are cam 800 de locuitori și este situată pe valea Dâmboviței, la 13 km de municipiul Câmpulung Muscel, în drum spre Târgoviște (pe DN72A).